# Игнатьев, Пётр Александрович
Пётр Александрович Игнатьев (1 мая 1918, Адашево — 10 июля 1965, Днепропетровск) — Герой Советского Союза, командир орудия 130-го гвардейского артиллерийского полка 58-й гвардейской стрелковой дивизии 5-й гвардейской армии 1-й Украинский фронт, Старший сержант.

## Биография
Игнатьев Пётр Александрович родился 1 мая 1918 года в селе Адашево Большеболдинского района Нижегородской области в семье крестьянина. Родителей он не помнил. Ему не было и двух лет, когда их не стало.
Жил в селе Юрьевка Юрьевского района Днепропетровской области, где и получил начальное образование. Работал в колхозе. Проходил обучение в школе фабрично-заводского ученичества при Днепропетровском заводе металлургического оборудования (ДЗМО).
До начала войны служил на венгерской границе. После отступал с войсками до самого Днепропетровска, где был взят в плен.
Будучи в плену, Пётр знакомится со своей будущей женой Надеждой Федотовной. Она выкупила его из плена у местного полицая, потому как не могла сама обрабатывать выделенный участок земли из-за травмы (немцы расстреливали, если не соберёшь определённый объём урожая с выделенного участка).
Пётр живёт в селе Юрьевка. Помогает Надежде и принимает участие в партизанском движении. Позже, в 1943 году, именно этот партизанский отряд спасёт село от сожжения. Немцы, отступая, сжигали всё на своем пути.
Начиная с 1943 года Пётр Александрович служит в 130-м гвардейском артиллерийском полку 58-й гвардейской стрелковой дивизии 5-й гвардейской армии на 1-м Украинском фронте в звании старшего сержанта.
Август 1944 года. Нужно во что бы то ни стало удержать Сандомирский плацдарм, исходный пункт для наступления. Полк, в котором служил Пётр, дислоцировался в районе железнодорожной станции Ратае на левом берегу реки Висла (юго-запад города Сташув, Польша). На тот момент Пётр уже был командиром орудия.
09.08.1944 завязался бой, враг шёл в контратаку. В бою расчёт Петра уничтожил 3 танка врага. На протяжении боя весь расчёт погиб, орудие вышло из строя, но Пётр не отступил. Заняв позицию в орудийном окопе, Пётр держал оборону с помощью гранат и автомата. Уничтожив после выхода орудия из строя 2 танка и десятки гитлеровцев. Немцы трижды пытались прорвать рубеж, обороняемый гвардейцами-артиллеристами, но каждый раз отступали с большими потерями. Возле окопа, откуда стрелял Игнатьев, лежало более сорока тел поверженных немцев.
Так он стал героем. Он прошёл пешком почти всю Европу. Жаль только, что не дошёл до Берлина. В 30 километрах от него дивизия повернула на Прагу.
24 июня 1945 года. Ликующая Москва. Красная площадь.
П. А. Игнатьев — участник парада Победы. Он был в числе тех, кто бросал к подножью мавзолея знамёна поверженной немецко-фашистской армии.
После войны жил в Днепропетровске. Работал мастером на Днепропетровском заводе металлургического оборудования.
Старший сержант Игнатьев вернулся с войны живым героем, а в мирное время героем погиб. Спасая ребёнка от оборвавшегося высоковольтного провода, 10 июля 1965 года, Пётр пожертвовал собой.

## Награды
Звание Героя Советского Союза было присвоено 23 сентября 1944 года.
Награждён: орденом Ленина, орденами Отечественной войны 1 и 2 степени, орденом Славы 3 степени, медалями.
Звезда Героя Советского Союза Игнатьева Петра Александровича хранится в музее Великой Отечественной войны при Днепропетровском заводе металлургического оборудования. В котором ему посвящён отдельный стенд.
| |  |
| Грамота Президиума Верховного Совета СССР и медаль «Золотая Звезда» Героя Советского Союза П. А. Игнатьева. |  |

## Память
Похоронен в селе Юрьевка Царичанский район Днепропетровской области.
| |  |
| Братская могила в с. Юрьевка, Царичанского района, Днепропетровской области, Украина, где похоронен Игнатьев Пётр Александрович. |  |

Сегодня об этом замечательном человеке, почётном металлурге, напоминает мемориальная доска, установленная на стене цеха, в котором он работал: «В этом цехе с 1949 по 1965 год работал Герой Советского Союза Игнатьев Пётр Александрович».